# Schloss Steinhaus

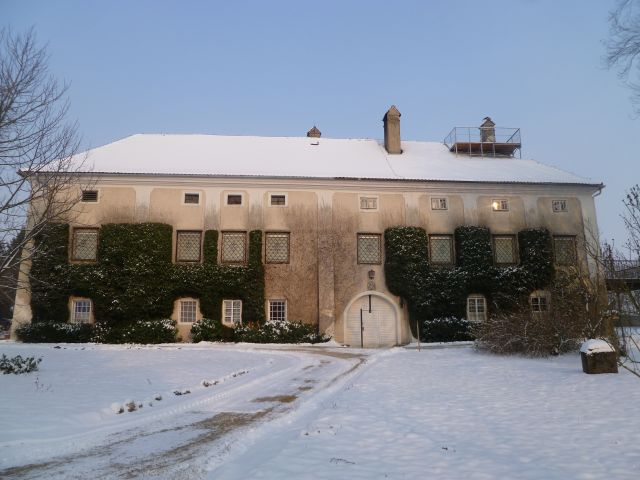
Schloss Steinhaus

Das Schloss Steinhaus steht in der Schlossstraße 1 der Ortschaft Steinhaus der Gemeinde Steinhaus im Bezirk Wels-Land in Oberösterreich. Das Schloss steht unter Denkmalschutz (Listeneintrag).

## Geschichte

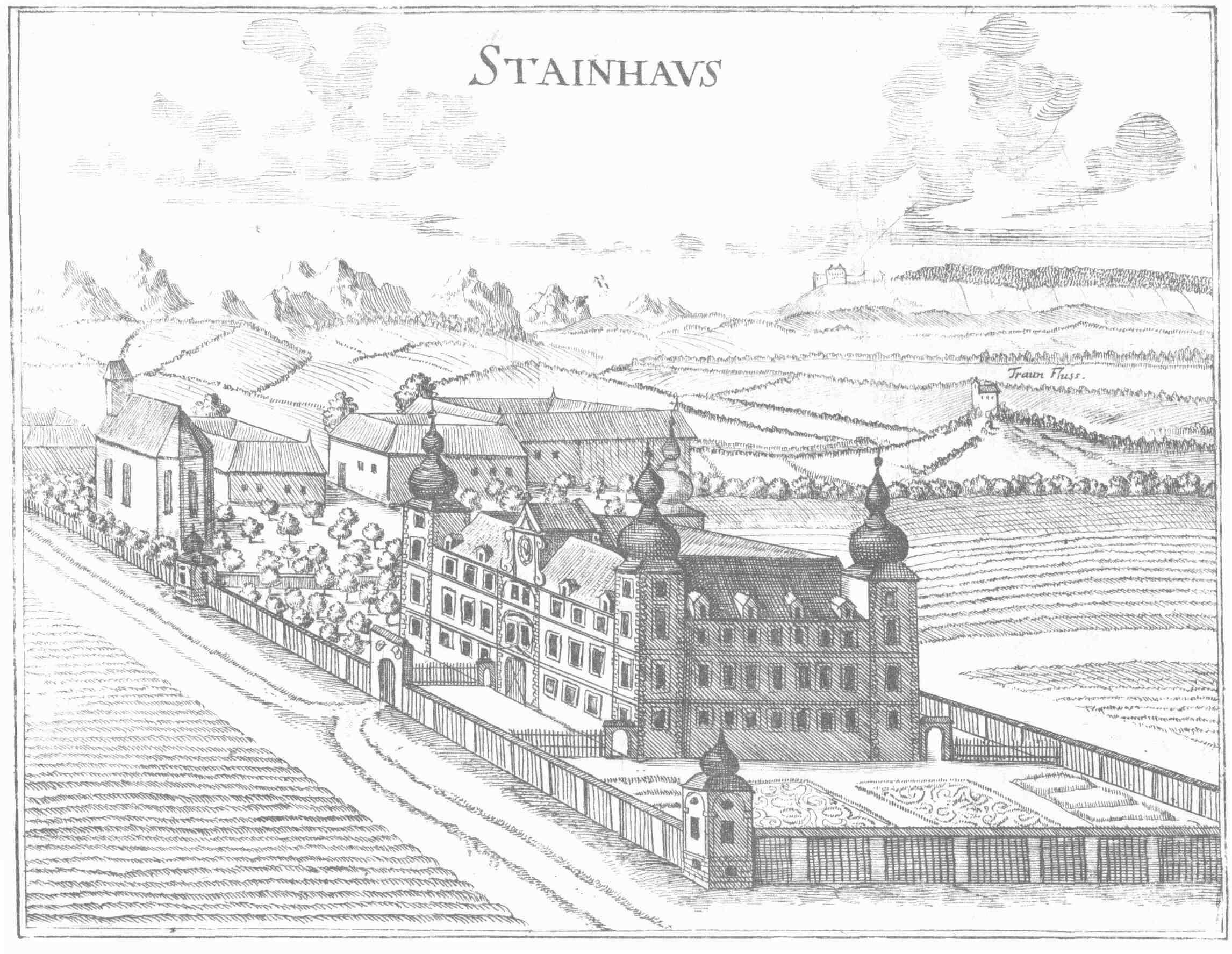
Schloss Steinhaus nach einem Stich von Georg Matthäus Vischer von 1674

Der ersterwähnte Besitzer ist ein 1257 genannter Alber von Polheim. In der Familie der Polheimer verblieb das Schloss während der nächsten 400 Jahre. Da die Polheimer protestantisch waren und ihren Glauben nicht wechseln wollten, mussten sie das Schloss 1629 verkaufen und so kam das Schloss in den Besitz des katholischen Reichsgrafen Weikart Katzianer von Katzenstein. 1693 verkaufte Graf Johann Weikhart Katzianer das Schloss an seinen Schwiegersohn Jakob Friedrich von Eyselsberg. Das Schloss brannte 1736 ab. 1766 wurde das Schloss in der gegenwärtigen Form aufgebaut. Ein bekanntes Mitglied dieser Familie war Anton von Eiselsberg, einer der Begründer der Wiener Chirurgenschule. 
2001 vermachte Botschafter i. R. Otto Eiselsberg Schloss und zugehörigen Grundbesitz seinem Neffen Christoph Minutillo. Ein langjähriger Erbstreit war die Folge. Seit 2015 lebt die Tochter des Erben, Anna Minutillo-Jereb, mit ihrer Familie in Steinhaus.

## Gegenwart

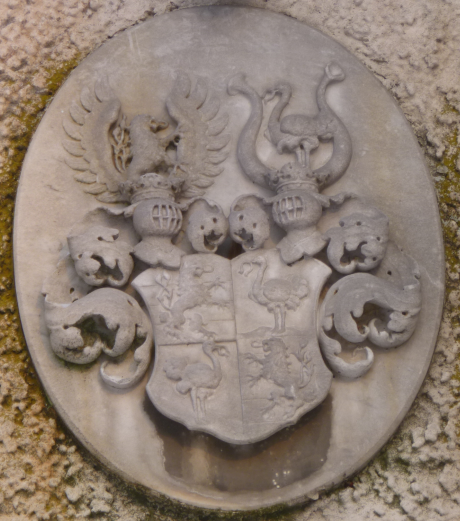
Schloss Steinhaus: Wappen oberhalb der Tür

Das Schloss ist ein Dreiflügelbau um einen Innenhof. Den Hof umschließen Arkadengänge, im Schloss befindet sich eine Waffensammlung und Familienporträts. Die früher bestehenden vier Ecktürme sind nach einem Brand abgetragen und nicht mehr aufgebaut worden. Die Fassade weist einen sparsamen Dekor mit gemalten Säulen und Stuckverblendung auf. Bemerkenswert sind die im ersten Stock vorgesetzten Fenstergitter. 
Das Schloss liegt in einem von einer Mauer umgebenen weitläufigen Parkgelände. Zu dem Schloss gehört auch ein Meierhof mit einer Fischzucht (Koi).